# Stazione di Pieve a Ranco
La stazione di Pieve a Ranco è stata una fermata ferroviaria posta lungo la ex linea ferroviaria a scartamento ridotto Arezzo-Fossato di Vico chiusa nel 22 maggio 1945 a causa dei bombardamenti della Seconda guerra mondiale; era a servizio della frazione aretina di Pieve a Ranco.